# Open Sans
Open Sans — семейство свободных шрифтов, разработанных Стивом Мэттисоном по заказу Google. По данным Google, он был спроектирован с «прямым штрихом, открытыми формами и нейтральной, но дружественной внешностью» и «оптимизирован для удобочитаемости при печати, в веб- и мобильных интерфейсах». Его дизайн практически идентичен Droid Sans, за исключением широких символов и включением курсивных вариантов. В то время как Droid Sans используется, в основном, в графических интерфейсах смартфонов на платформе Android, Open Sans используется на некоторых страницах Google, а также для печати и веб-рекламы.
Шрифт характеризуется широкими апертурами во многих буквах и большой высотой строчных (x-height), что делает его хорошо читаемым на экранах и при малых размерах. Относясь к гуманистическому типу шрифтов без засечек, он также обладает настоящим курсивным стилем. По состоянию на июль 2018 года Open Sans является вторым по распространенности шрифтом в Google Fonts, ежедневно его просматривают более четырех миллиардов раз на более чем 20 миллионах сайтов.
Open Sans доступен в большом количестве вариантов как шрифт с открытой лицензией. Есть 5 вариантов веса (легкий 300, 400 обычный, полужирный 600, 700, 800 полужирный и жирный) и каждый из них имеет свой вариант курсива, достигая 10 вариантов. Существует также отдельный шрифт Open Sans Condensed с тремя вариантами ширины.
В марте 2021 года появилась обновлённая версия, которая включает вариативную версию и поддерживает символы на иврите.

## Использование
Open Sans также становится популярным в современном плоском дизайне.
Используется как шрифт по умолчанию для веб-сайтов Mozilla, стартовом шаблоне WordPress и в мессенджере Telegram Desktop.
Используется как официальный шрифт британских лейбористских, кооперативных и либерально-демократических партий.

## Покрытие системы Юникод
Гарнитура содержит 897 глифов, охватывая латинский, греческий и кириллический алфавиты с широким набором диакритических знаков.
В январе 2014 года израильский шрифтовой дизайнер Янек Ионтеф выпустил в ранний доступ шрифт расширения, охватывающий ивритский алфавит с поддержкой никкуда (но без знаков кантилляции). Позднее эта версия приобрела популярность и стала использоваться такими известными учреждениями, как Тель-Авивский университет в ходе ребрендинга 2016 года, а также сайтом Haaretz.

## Open Serif
Мэттесон разработал Open Serif, брусковую гарнитуру с засечками. Open Serif не является шрифтом с открытым исходным кодом, его разработкой занимается компания Matteson Typographics, которой владеет Стив. Релиз состоялся 26 августа 2016 года.

## Open Sans Soft
23 марта 2021 года компания Matteson Typographics выпустила округлую версию шрифта Open Sans — Open Sans Soft. Как и Open Serif, Open Sans Soft является коммерческим продуктом. В отличие от Open Sans, заглавная буква «i» с засечкой является глифом по умолчанию для этой буквы, а глиф без засечки — ее стилистическая альтернатива.

## Внешние ссылки
- Google Шрифты — Open Sans Архивная копия от 21 ноября 2015 на Wayback Machine